# Pedro III del Congo
Pedro III del Congo, llamado también Nsimba a Ntamba, fue uno de los reyes del Congo (o manicongo) durante el tumultuoso período de la guerra civil.
El rey Pedro III era el hermano mayor del rey Joāo II y uno de los muchos partidarios de la Casa de Kinlaza (o Kanda de Kinlaza). Desde 1666, dos kandas reales, los linajes de Kinlaza y Kimpanzu habían estado luchando por el trono del reino de Congo.

## Inicio del reinado
La guerra civil del Congo había estallado tras la muerte de António I en la batalla de Ambuila (1665). En 1667 uno de los pretendientes al trono en disputa, Álvaro VIII del Congo, negoció un tratado que cedía a Portugal el derecho a explotar las minas del Congo, situadas en los ducados de Mbamba y Mpemba. Pedro, duque de Mbemba, se negó. Al frente de un pequeño ejército, en 1669 el duque de Mbemba mató al duque de Mbamba, Teodosio, quien apoyaba al rey, y luego invadió la capital del reino, São Salvador. Tras esto, el duque de Mpemba se proclamó rey del Congo como Pedro III tras acabar con la vida de Álvaro VIII. Como muchos reinados durante este período, el suyo fue muy corto, durando sólo hasta junio de 1669. Fue forzado a abandonar el Congo por la facción rival, la Casa de Kimpanzu, y huyó a Lemba donde estableció su base principal.

## Saqueo de Sāo Salvador
En 1678, Pedro III volvió a la capital del Congo, Sāo Salvador, con un ejército. La ciudad se encontraba por entonces en poder del rey de la Casa de Kimpanzu, Daniel I. En la batalla consiguiente, Pedro III tomó la ciudad, mató a Daniel I y destruyó la mayoría de la ciudad en el proceso. 
Desde que la ciudad fuera fundada como Mbanza Kongo a finales del siglo XV, el manicongo había sido tradicionalmente el rey que tenía su gobierno en la ciudad. Así, si bien hasta entonces, en manos de quién estuviera la ciudad de Sao Salvador tenía un peso decisivo en la guerra civil, después de la práctica destrucción de la ciudad, todos los demandantes del trono emplearían como bases de sus gobiernos otros enclaves, a saber Lemba, Kibangu y Mbamba Luvota. La destrucción de la capital del reino significaba el fin del antiguo reino del Congo durante casi veinte años, periodo en el que el país queda dividido de facto en tres reinos rivales dirigidos por los reclamantes del trono del Congo.

## Asesinato
En 1680, el rey Pedro III, desde su base en Lemba, era todavía una de las facciones reclamantes del trono del Congo, en oposición a los partidarios de la Casa de Kimpanzu, que tenían su base en una provincia del sur de Soyo, Luvota. Manuel de Nóbrega, hermano del asesinado rey Daniel I, juró tomar venganza y orquestó un complot para matar a Pedro III. Bajo el auspicio de una tregua, negociada por el príncipe de Soyo, Pedro III cayó en una trampa creyendo hacer la paz a través del matrimonio con una noble Kimpanzu. Manuel de Nóbrega apareció en la boda de Soyo vestido de novia y mató a Pedro III a tiros, consiguiendo escapar.